# Dock City Rollers
Dock City Rollers, DCR, är en roller derby-liga baserad i Göteborg. Föreningen grundades 2012 och har i dagsläget tre lag, DCR A, Plan B och C-Gulls, där DCR A är ett internationellt tävlande lag. Dock City Rollers har vunnit ett SM-silver och tre SM-brons sedan 2013.
I Sveriges första Elitsseriematch i roller derby mötte Dock City Rollers Västerås Roller Derby. Matchen spelades i Angereds sporthall och slutade 373-60.